# Víctor Antonio Legrotaglie
Víctor Antonio Legrotaglie (Las Heras, 29 de mayo de 1937-Godoy Cruz, 30 de marzo de 2024) fue un futbolista y entrenador argentino. Se desempeñaba en la posición de mediocampista. 
Comenzó su carrera profesional en Gimnasia y Esgrima de Mendoza en 1953, donde logró ser el mayor ídolo y emblema de la institución. Luego en 1959, pasó a Chacarita Juniors, donde obtuvo un campeonato nacional de segunda división. Regresó a Mendoza a mediados de 1960 para vestir nuevamente los colores de Gimnasia. Tres años después tuvo un paso por Argentino de Mendoza para, un año más tarde, regresar al Lobo mendocino por tercera vez, manteniéndose en el mismo durante tres años. En ese período, ganó un torneo regional de manera oficial y uno nacional no oficial, el Torneo Confraternidad organizado por Boca Juniors en 1965. 
En 1967, de forma fugaz volvió a la Academia mendocina pero a mediados de ese año se fue a San Juan para calzarse la camiseta de Juventud Alianza. Su cuarta etapa en el Mensana llegó a principios de 1968 donde empezó a disputar el antiguo campeonato nacional. En 1973, jugó en Independiente Rivadavia —clásico rival del Lobo, pero por la época era costumbre entre los clubes mendocinos prestarse los jugadores para representar a la provincia a nivel nacional— para disputar el torneo de ese año. En 1976, se fue a la La Rioja para jugar en Américo Tesorieri y en donde unos meses después se terminó retirando de manera profesional.
Es conocido por ser considerado el futbolista más grande de todos los tiempos del fútbol mendocino superando a los también jugadores del medio, Enzo Pérez —jugador actual y con paso en el seleccionado nacional— y Hugo Cirilo Mémoli. El  Víctor se destacó por su gran talento para tirar caños pero su mayor destreza resultaron ser los tiros libres y los goles olímpicos, ya que marcó sesenta y seis y doce goles respectivamente en toda su carrera.

## Trayectoria

### Como futbolista

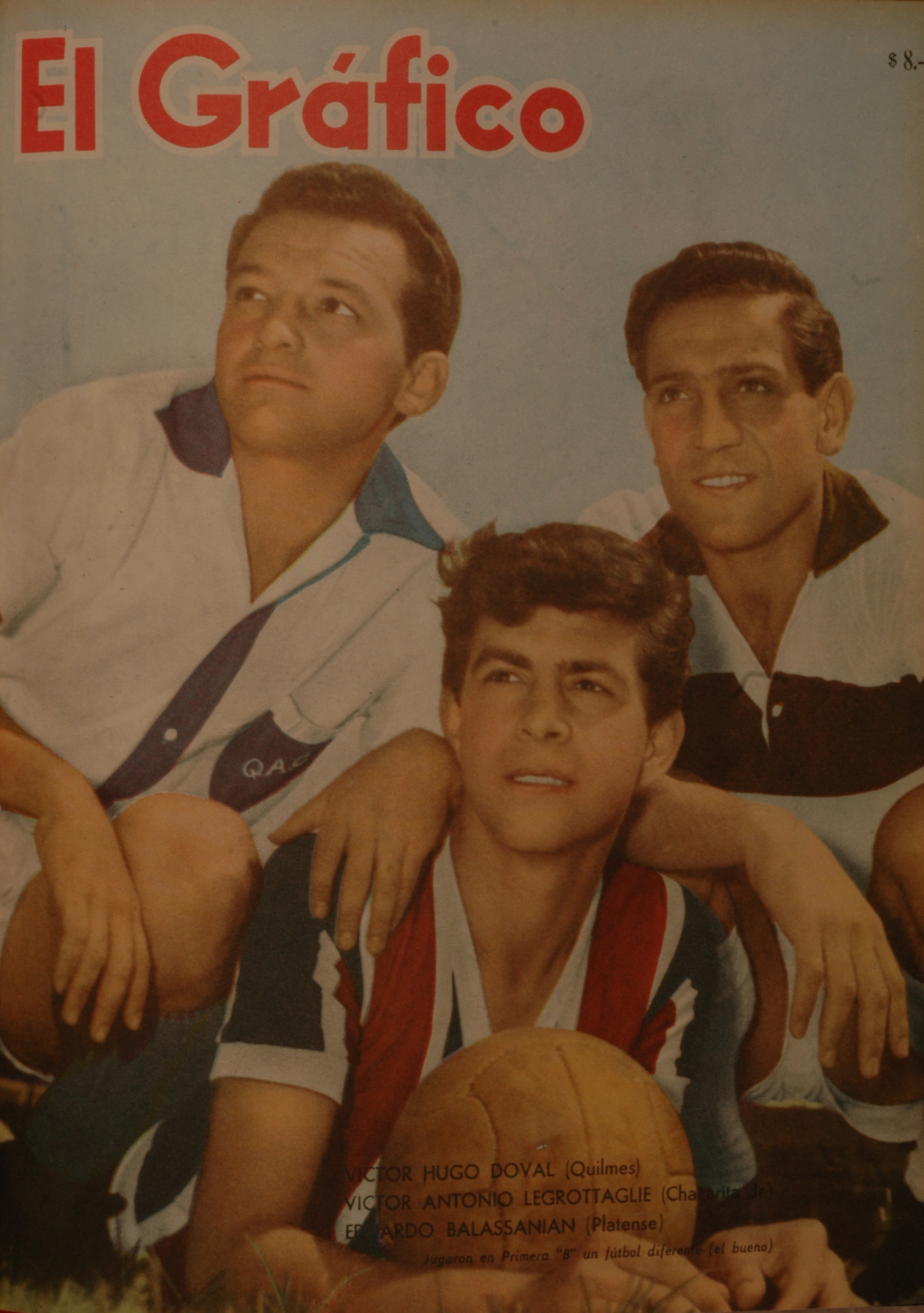
Doval, Legrotaglie y Balassanian en 1960.

Comenzó a jugar al fútbol desde niño en el Club Sociedad Italiana 5 de Octubre —actual polideportivo Vicente Polimeni—, institución que fue fundada por su abuelo y donde su padre y su tío lograron ser presidentes. La misma disputaba la Liga Lasherina de fútbol existente por aquel entonces. Llegó a Gimnasia y Esgrima de Mendoza, de manera fortuita, gracias al «Chupino» Carlos Cardone —un conocido suyo y jugador del Lobo en ese entonces— que le pidió que lo acompañara llevándole su bolso de entrenamiento —ya que los que lo hacían entraban gratis al estadio— al partido entre Gimnasia y Gutiérrez correspondiente al Torneo Vendimia de 1953. Fue así que con tan solo dieciséis años de edad y en la línea de suplentes, el «Mona» Alfredo García —actual entrenador del Blanquinegro que lo estaba siguiendo— a los veinte minutos del segundo tiempo tras la lesión de uno de los delanteros le preguntó si quería entrar a lo que él respondió que sí y lo hizo marcando dos goles para la victoria final del Mensana por 6:2. Una vez que cumplió los diecisiete años, firmó su primer contrato profesional. Previo a estos acontecimientos, debido a que su familia era fanática de Independiente Rivadavia trató de quedar allí a lo igual que en Huracán Las Heras —club que por su cercanía le convenía— pero en ambos le dijeron que era muy delgado —pesaba sesenta y dos kilos— y no le veían futuro por tal motivo.
En 1959, fue traspasado a Chacarita Juniors donde logró salir campeón de la Primera División B —Segunda División del fútbol en aquel entonces— de ese año. Un año después retornó al Lobo mendocino hasta 1963 donde pasó a vestir la camiseta de Argentino de Mendoza hasta 1964 año en que regresó al Lobo y ganó su primer torneo local y en 1965 el Torneo Confraternidad que brindó la posibilidad de enfrentarse ante Boca Juniors. Un año antes, más precisamente el 1 de marzo de 1964, jugando de manera no oficial para Godoy Cruz en un amistoso, se dio el gusto de enfrentar al Santos de Pelé con el que perdió 2:3 en donde O Rei lo saludó personalmente.
En la segunda mitad de 1967, tras su segundo y corto paso por la Academia mendocina se fue a jugar a la vecina provincia, y lo hizo en Juventud Alianza para disputar el Torneo Regional y luego el Torneo Promocional. Pero fue en su cuarta etapa en el Lobo que alcanzó los mayores laureles de su carrera al integrar el famoso equipo —por lograr ser el mejor equipo del interior en 1971— de Los Compadres. El mismo logró mantenerse por dos años y medio invicto como local, clasificar de manera consecutiva a tres Campeonatos Nacionales y propinar goleadas a grandes del fútbol argentino como San Lorenzo de Almagro por 2:5 en el Viejo Gasómetro, y otros reconocidos como Newell's Old Boys por el mismo marcador pero de local.
En 1973, vistió la camiseta de Independiente Rivadavia para disputar el Campeonato Nacional 1973 junto con sus también compañeros gimnasistas Guayama, Felman y «Documento» Ibánez.
Finalizó su carrera como jugador a fines de 1974 en Gimnasia, pero fue recién un 24 de septiembre de 1975 ante River Plate, en un partido correspondiente al Campeonato Nacional 1975 jugado en el Estadio Bautista Gargantini, que tuvo su despedida —aunque sin jugar—, donde los jugadores del Lobo lo alzaron y lo hicieron despedirse de la gente. Volvió al ruedo dos años más tarde para jugar en Américo Tesorieri de la La Rioja, siendo este su último club de manera oficial.
El Víctor fue destacado por revistas como El Gráfico —en la que llegó a ser tapa en 1971— al referirse hacia él como: 

Era una máquina de tirar caños, aunque su especialidad resultaron ser los goles olímpicos: metió doce.
El Gráfico, (4 de enero de 2008).

 También llegó a marcar en su carrera un total de sesenta y seis goles de tiros libres.
Fue pretendido —en su mejor época— por dos equipos poderosos del Viejo Continente como el Real Madrid y el Inter de Milán y otros clubes como el Cosmos de Estados Unidos en el que jugaban Beckenbauer y Pelé. Él nunca aceptó irse ya que se conformó con lo que siempre tuvo en su provincia natal, además de que en aquel entonces el fútbol del exterior no era concebido como una salvación económica para los futbolistas.

### Como entrenador
Como entrenador dirigió a Gimnasia de Mendoza en varias oportunidades. En 1981, logró sacar campeón al Lobo mendocino del torneo doméstico. Luego, tuvo varios interinatos pero esta vez en los torneos Argentino A y B. Su última experiencia en el Lobo del Parque fue en 2004, cuando inesperadamente el técnico Walter De Felippe desistió de su cargo pocos días antes de su debut.

## Estadísticas

### Como futbolista
| Club                    | País      | Año       |
| ----------------------- | --------- | --------- |
| Gimnasia y Esgrima (M)  | Argentina | 1953-1959 |
| Chacarita Juniors       | Argentina | 1959-1960 |
| Gimnasia y Esgrima (M)  | Argentina | 1960-1963 |
| Atlético Argentino (M)  | Argentina | 1963-1964 |
| Gimnasia y Esgrima (M)  | Argentina | 1964-1967 |
| Atlético Argentino (M)  | Argentina | 1967      |
| Juventud Alianza        | Argentina | 1967-1968 |
| Gimnasia y Esgrima (M)  | Argentina | 1968-1973 |
| Independiente Rivadavia | Argentina | 1973      |
| Gimnasia y Esgrima (M)  | Argentina | 1974      |
| Américo Tesorieri       | Argentina | 1976      |

## Palmarés

### Como futbolista

#### Títulos nacionales
| Título                  | Club                   | País      | Año  |
| ----------------------- | ---------------------- | --------- | ---- |
| Primera B Metropolitana | Chacarita Juniors      | Argentina | 1959 |
| Torneo Regional         | Gimnasia y Esgrima (M) | Argentina | 1972 |

#### Títulos nacionales amistosos
| Título                | Club                   | País      | Año  |
| --------------------- | ---------------------- | --------- | ---- |
| Torneo Confraternidad | Gimnasia y Esgrima (M) | Argentina | 1965 |

#### Títulos regionales
| Título                   | Club                   | Provincia | Año  |
| ------------------------ | ---------------------- | --------- | ---- |
| Liga Mendocina de Fútbol | Gimnasia y Esgrima (M) | Mendoza   | 1964 |
| Liga Mendocina de Fútbol | Gimnasia y Esgrima (M) | Mendoza   | 1969 |
| Liga Mendocina de Fútbol | Gimnasia y Esgrima (M) | Mendoza   | 1974 |

## Vida privada
Estuvo casado con Olga Angélica Martínez —fallecida en 2017—, con quien tuvo tres hijos llamados Víctor Omar —apodado Cocó, quien falleció el 19 de mayo de 1969—, Olga y Carina. Tuvo dos nietos, Julián ý Sofía Martín. Se reconoció hincha de Gimnasia y Esgrima de Mendoza y de Independiente de Avellaneda, siendo su máximo ídolo el «Bolita» Alfredo Sosa.
En 2012, presentó su libro titulado El Víctor, con la colaboración del periodista mendocino Matías Soria, que repasa biográficamente en primera persona su vida futbolística y que cuenta con un prólogo realizado por César Luis Menotti, y las participaciones especiales en los relatos de Alejandro Apo, Ángel Cappa, Roberto Perfumo y Víctor Hugo Morales.
En 2015, fue ratificado a través de una votación en línea del medio periodístico Diario MDZ Online como el mejor futbolista de todos los tiempos del fútbol mendocino, superando a figuras como la de Enzo Pérez —con paso en el seleccionado nacional— y como la de Hugo Cirilo Mémoli, entre otras.

### Fallecimiento
Legrotaglie, que padecía de Alzheimer, se encontraba internado en un geriátrico de Luján de Cuyo, cuando el 27 de marzo de 2024 fue internado en el Hospital El Carmen debido a un cuadro de neumonía con insuficiencia respiratoria luego de una descompensación. Tras agravarse su estado de salud, el 30 de marzo de 2024 se produjo su deceso.